# Micropotamogale
Genre
Les Micropotamogales (Micropotamogale), forment un genre de mammifères de la famille des Tenrecidae. Ce genre est constitué de deux espèces.

## Liste d'espèces
Selon ITIS et selon MSW :
- Micropotamogale lamottei Heim de Balsac, 1954 - Micropotamogale de Lamotte[1]
- Micropotamogale ruwenzorii (de Witte & Frechkop, 1955) - Micropotamogale du Mont Ruwenzori ou Micropotamogale du Ruwenzori[1]